# Boulston
Boulston est un village situé dans le comté du Pembrokeshire (pays de Galles).
Il fait partie de la communauté d'Uzmaston, Boulston et Slebech.